# Доменикали, Стефано
Стефано Доменикали (итал. Stefano Domenicali, род. 11 мая 1965 года) — итальянский спортивный менеджер, с 2020 года президент и исполнительный директор Формулы 1. До этого, с 2007 года, руководил командой Феррари Формулы-1.

## Биография
Доменикали родился в 1965 году в Имоле. Аттестат зрелости получил в Научном лицее Имолы, диплом по специальности «Экономика и коммерция» в Болонском университете.
С 1991 года начал работать в администрации компании Ferrari, а спустя некоторое время был переведён на работу в гоночную команду. Под его руководством было осуществлено преобразование трассы Муджелло для проведения на ней регулярных тестов Скудерии. В 1995 году  назначен руководителем персонала в спортивном департаменте Феррари, а с декабря 1996 года стал выполнять роль менеджера команды. С 2002 года являлся спортивным директором Ferrari.
12 ноября 2007 года было объявлено, что Доменикали займёт пост главного спортивного директора Скудерии Феррари. На этом посту он сменил Жана Тодта.
14 апреля 2014 года было объявлено, что Доменикали подал в отставку.
15 марта 2016 года назначен на должность президента и главного исполнительного директора Lamborghini, сменив на этом посту Стефана Винкельмана, перешедшего на работу в подразделение Audi Quattro GmbH.
25 сентября 2020 года американская компания Liberty Media — владелец гоночной серии «Формула-1» объявила, что с 1 января 2021 года Стефано Доменикали станет президентом и исполнительным директором Формулы 1.